# Comité départemental de libération
Pour les articles homonymes, voir CDL.
Un comité départemental de libération (ou CDL) est une structure de la résistance intérieure française, attachée à un département de la France métropolitaine.
Dans chaque département, la résistance a été unifiée en 1944 autour de deux structures :
- une structure de résistance militaire : les Forces françaises de l'intérieur (FFI) ;
- une structure de résistance civile : le comité départemental de libération (CDL), propre à ce département.

## Historique
Dès le milieu de l’année 1943 les MUR (Mouvements unis de la Résistance) et les Forces françaises libres (FFL) sous l’autorité du général de Gaulle, souhaitent donner une représentation politique aux forces combattantes en France. Ainsi se développent des CDL.
Le gouvernement d'Alger (CFLN) appuie la constitution des CDL et les légalise par l'ordonnance d'Alger du 21 avril 1944 portant organisation des pouvoirs publics en France. Ils doivent regrouper toutes les forces politiques et sociales locales. Leur mise en place sera souvent difficile du fait des rivalités politiques. Aussi celui des Pyrénées-Orientales ne fut-il constitué que le 10 août 1944. 
Parallèlement ont été créés des comités locaux de libération (CLL), des comités cantonaux de libération mais surtout des comités communaux de libération (CCL). Dans les Pyrénées-Orientales, la plupart des communes eurent un CLL. Ces derniers dépendent du CDL de leur département. En juillet 1944, au moment de l’insurrection, il existe quarante CLL à Paris.
La mise en place des différents comités de libération fut l’occasion de lutte d’influences acharnées. Toutes les composantes de la société devaient être représentées, mais les différents groupes de la Résistance, et notamment le parti communiste, tentèrent de noyauter bon nombre de CDL, CCL, et CLL, à commencer par le Comité parisien de la Libération (CPL).
Les CDL sont chargés de :
- prendre en charge les tâches de résistance : aide aux réfractaires, aux maquis, aux emprisonnés et à leur famille, la propagande ;
- préparer la Libération : en collaboration avec le noyautage des administrations publiques (NAP), il participera à la désignation des personnes chargées d'assumer l'administration du département libéré.

Cependant, une fois l’insurrection contre l’occupant allemand terminée, le GPRF voulait cantonner les CDL à un rôle consultatif. L’ordonnance du 21 avril précise que les CDL devaient disparaître après les élections cantonales et donc la désignation des Conseils généraux. Mais dans de nombreuses régions et en particulier dans le Sud-Ouest et le centre de la France, les commissaires de la République et les préfets désignés par le GPRF ont parfois du mal à s’imposer face aux CDL. Dans les régions récemment libérées, les CDL assument parfois le rôle de Conseil général, et désignent les conseils municipaux. Cet état de fait constaté par le ministère de l’Intérieur de l’époque n’implique pas forcément des exactions ou un manque d’organisation.
Durant le second semestre de 1944, les CDL tentèrent de s’organiser en force politique capable de représenter la Résistance. Divers congrès régionaux aboutirent à la tenue de l’Assemblée nationale des comités de libération à Paris du 15 au 17 décembre 1944. Dans sa résolution finale (serment de l’Hôtel de Ville), l’Assemblée nationale des comités de libération demanda le maintien des CDL jusqu’au retour des prisonniers, ce qui ne liait pas l’existence des CDL à des élections. Elle refusa également de substituer les CDL au pouvoir préfectoral, et réduisit le rôle des CDL à celui d’assemblée consultative.
Le 21 décembre 1944, à l’Assemblée consultative provisoire, Adrien Tixier, ministre de l’intérieur du GPRF demande le maintien des CDL après les élections cantonales, ce qui fut fait. Même si le même Adrien Tixier ne donne aucune suite à l’ordonnance du 21 janvier 1945 sur le statut des CDL.
Les CDL, CCL et CLL possèdent souvent une commission d'épuration, et préparent les dossiers en vue du passage ou pas des collaborateurs présumés devant les cours de justice.
Des États généraux de la renaissance française eurent lieu du 10 au 14 juillet 1945, précédés par la "rédaction des cahiers de doléances d'associations, de corporations, de syndicats, de chambre de commerce, des cantons, des communes, du comité départemental de Libération, des comités locaux de Libération".